# La Saulce
La Saulce is een gemeente in het Franse departement Hautes-Alpes (regio Provence-Alpes-Côte d'Azur). De plaats maakt deel uit van het arrondissement Gap. La Saulce telde op 1 januari 2022 1.375 inwoners.

## Geografie
De oppervlakte van La Saulce bedroeg op 1 januari 2022 7,89 vierkante kilometer; de bevolkingsdichtheid was toen 174,3 inwoners per km².
De onderstaande kaart toont de ligging van La Saulce met de belangrijkste infrastructuur en aangrenzende gemeenten.

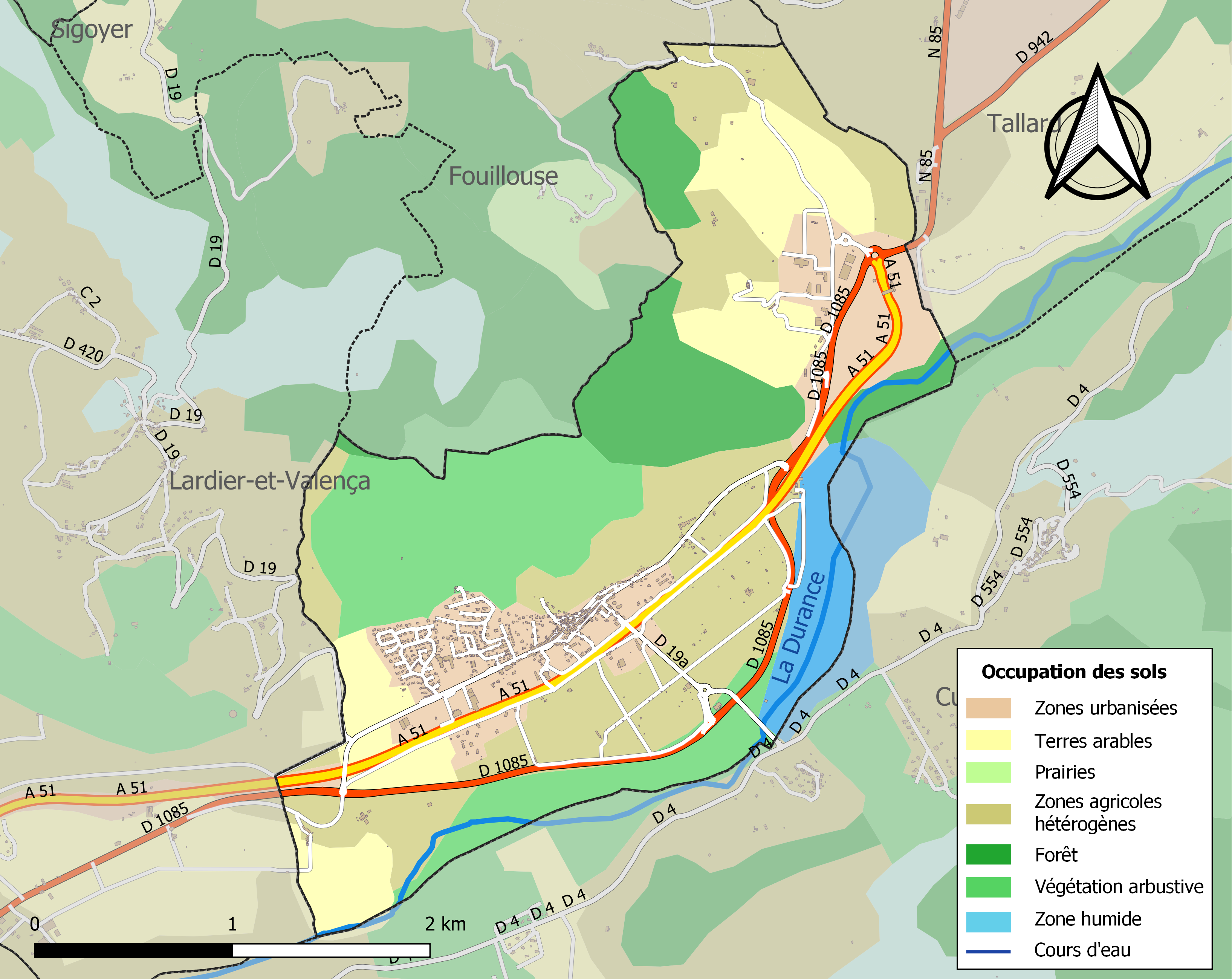

## Demografie
Onderstaande figuur toont het verloop van het inwonertal (bron: INSEE-tellingen).
Vanwege een beveiligingsprobleem met de MediaWiki Graph-software is het momenteel niet mogelijk deze grafiek weer te geven. Zodra de software is bijgewerkt zal de grafiek vanzelf weer zichtbaar worden.